# Amandus III van Horne
Amandus III van Horne ook wel Amand de Hornes (29 december 1617 – 10 november 1672) was de oudste zoon van Amandus II van Horne en Elisabet de la Faille.
Hij was heer van Geldrop van 1650-1672 en werd opgevolgd door zijn broer Martinus Ignatius van Horne.
Hij was priester. Op het kasteelterrein van Geldrop bevond zich een schuurkerk. Hij richtte de Broederschap van de Rozenkrans en de Broederschap van het Koordje van de Heilige Franciscus op. Na zijn dood werd hij bijgezet in het familiegraf te Niel.